# Zakaria Aboub
Zakaria Aboub (3 de junho de 1980) é um futebolista profissional marroquino que atua como meia.

## Carreira
Zakaria Aboub representou a Seleção Marroquina de Futebol nas Olimpíadas de 2000.